# Sitkalidak
Sitkalidak (en rus: Ситкалидак) és una illa que es troba a l'oest del golf d'Alaska, a l'estat d'Alaska, Estats Units. Es troba a tocar de la costa sud-est de l'illa Kodiak, de la qual es troba separada per l'estret de Sitkalidak. La seva superfície és poc més de 300 km², amb uns 29 km de llargada per 24 d'amplada. El cim més elevat es troba a 482 msnm. Està deshabitada.

## Història
El 14 d'agost de 1784 hi va tenir lloc la massacre d'Awa'uq, una massacre perpetrada pel comerciant de pells rus Grigori Xélikhov, ajudat per homes de la Companyia Xélikhov-Gólikov contra indis alutiiq durant el domini rus d'Alaska.